# توماس إتش. باسي
توماس إتش. باسي هو سياسي أمريكي، (و. 1857 – 1937 م). نشط حزبياً في الحزب الجمهوري. وقد انتخب عضو مجلس ولاية نيويورك ‏.